# 엉덩허리근
엉덩허리근(iliopsoas muscle, 라틴어로 사타구니를 뜻하는 'ile'와 고대 그리스어로 '허리의 근육'을 뜻하는 ψόᾱ(로마자 표기로 psóā)에서 유래) 또는 장요근(腸腰筋)은 큰허리근과 엉덩근이 합류하여 형성된 근육이다. 두 근육은 배에서는 보통 분리되어 있으나 넓적다리에서는 합쳐지고, 넙다리뼈의 작은돌기에 닿는다. 엉덩관절의 강한 가장 강한 굽힘근으로 작용한다.
엉덩허리근은 허리신경 L1 ~ L3(큰허리근)과 넙다리신경(엉덩근)의 지배를 받는다.

## 구조
엉덩허리근은 엉덩근과 큰허리근으로 이루어진 복합근육이다. 큰허리근은 T12와 L1 ~ L3의 척추뼈몸통과 그 사이의 척추사이원반 바깥면에서 일어난다. 엉덩근은 골반뼈의 엉덩뼈오목에서 일어난다.
큰허리근은 고샅인대 높이에서 엉덩근과 합쳐진다. 합쳐져 형성된 엉덩허리근은 엉덩관절을 가로질러 넙다리뼈 작은돌기에 닿는다. 엉덩허리근은 앞쪽 볼기근육이나 안쪽 볼기근육으로 분류된다.
고샅인대 아래쪽의 엉덩허리근은 넙다리삼각 바닥의 일부를 이룬다.

### 신경 분포
큰허리근은 허리신경얼기 L1 ~ L3의 앞가지의 지배를 직접 받는다. 반면 엉덩근에는 넙다리신경(L2 ~ L4의 앞가지를 포함)이 분포한다.

## 기능
엉덩허리근은 엉덩관절 굽힘근 중 가장 힘이 강하다. 나머지 엉덩관절 굽힘근에는 넙다리곧은근, 넙다리빗근, 넙다리근막긴장근이 있다. 똑바로 서기, 걷기, 달리기 등의 동작에 엉덩허리근이 중요하다. 자세가 변하면 엉덩근과 큰허리근이 각기 다른 작용을 수행한다.
엉덩허리근은 엉덩근막에 의해 덮여 있다. 엉덩근막은 강한 근막인 큰허리근막(psoas fascia)으로 시작되어, 안쪽활꼴인대 아래를 지나갈 때 큰허리근을 둘러싼다. 엉덩근막과 큰허리근막은 고샅인대 아래로 주행하며 칸사이근막활을 형성하여 근육칸과 혈관칸을 분리한다.

## 임상적 중요성
엉덩허리근은 제1형 근섬유(느린 적색 섬유)로 주로 이루어진, 자세를 유지하는 데에 사용되는 근육이다. 따라서 병리적인 단축이나 구축에 취약하며, 이는 특히 앉아서 생활하며 몸을 잘 움직이지 않는 노년층에서 심하다. 따라서 근육의 길이를 정상으로 유지하기 위한 규칙적인 스트레칭이 필요하다. 엉덩허리근의 단축은 골반전방경사나 허리 부위에서의 척주앞굽음증(한쪽 근육의 단축)이 생기거나, 엉덩관절을 펴는 동작이 제한(양쪽 근육의 단축)되는 원인이 될 수 있다.
근육의 구조적인 변화 없이 단축, 경련, 위축이 발생한 엉덩허리근의 기능적 장애에서는 근육 주변 다양한 부위의 통증, 보행장애(엉덩허리근 증후군) 등이 증상으로 나타날 수 있다. 엉덩허리근의 위축은 근육에 분포하는 신경인 허리신경얼기나 넙다리신경 병변이 원인일 수 있다. 이러한 엉덩허리근의 기능적 장애는 증상이 비특이적이고 신체검사에서 간과되기 쉽다.
한편 항응고제를 복용 중인 환자들에서 출혈이 잘 일어나는 부위기도 하다.

## 추가 이미지

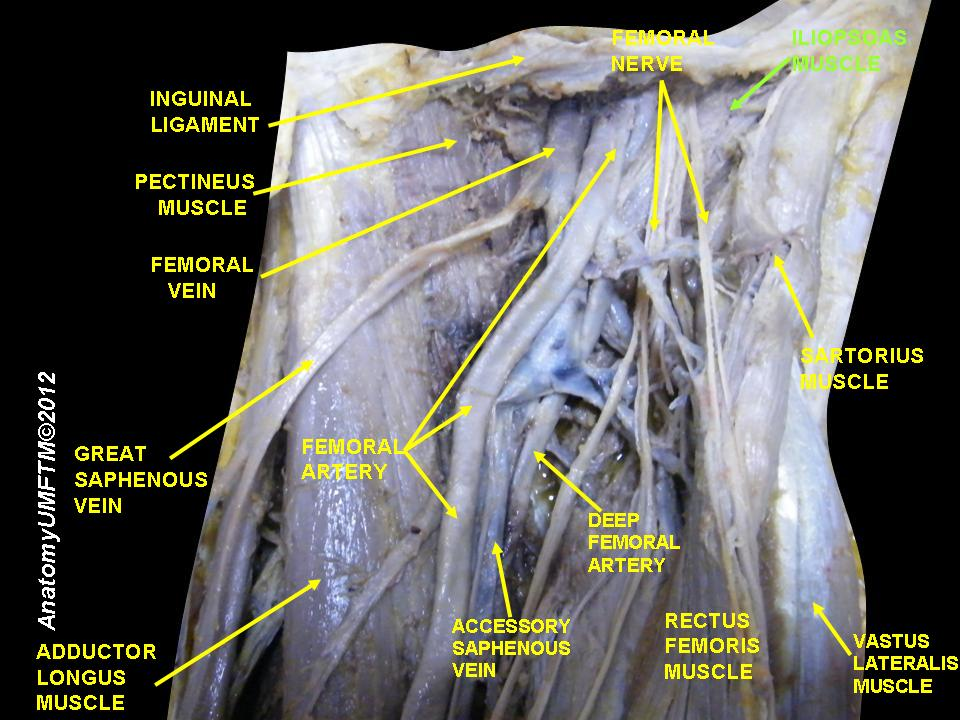
엉덩허리근